# Concepción, Paraguay

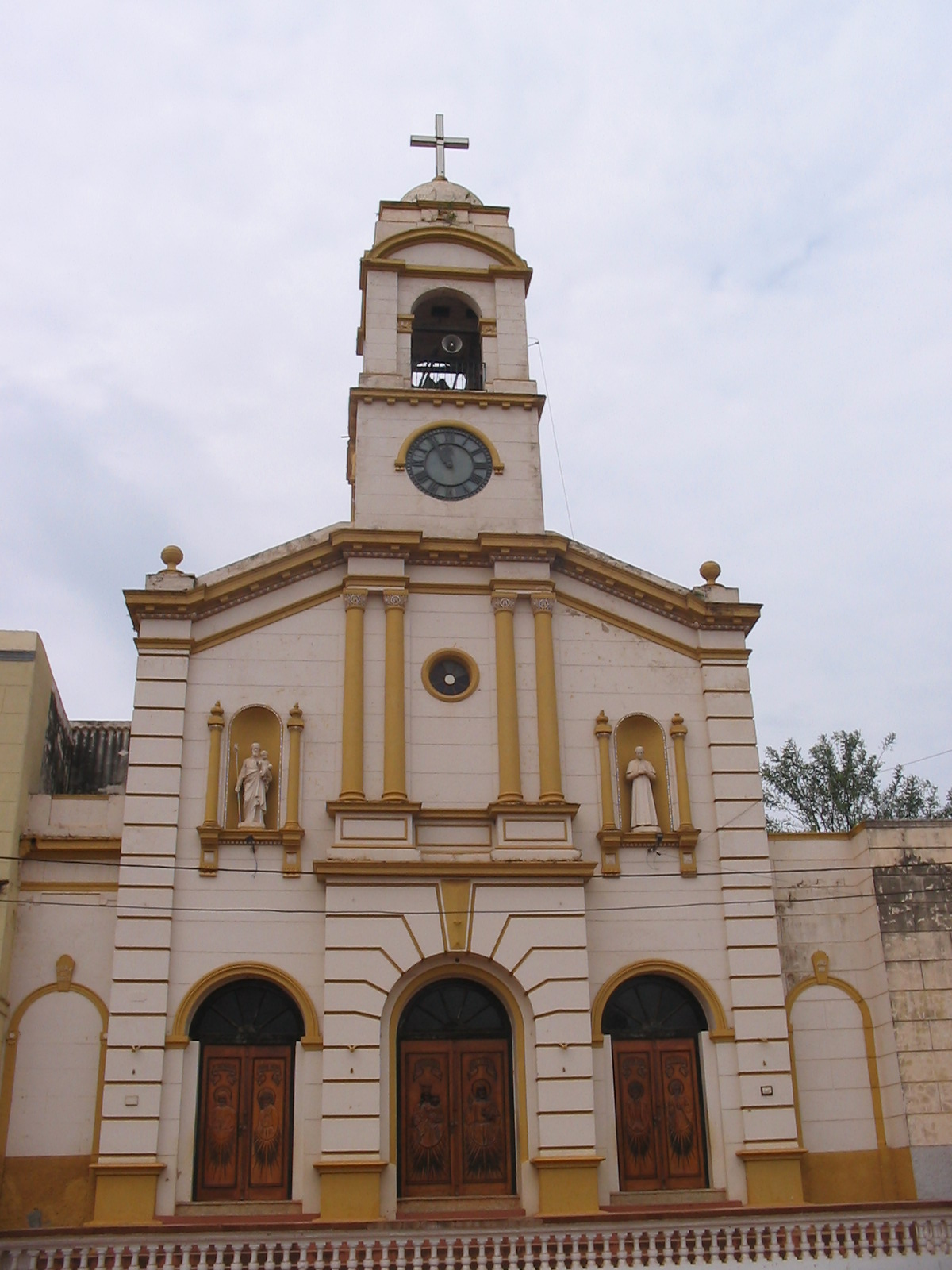
Kyrkobyggnad i Concepción.

Concepción, äldre namn (Villa Real de la Concepción), är en stad i norra Paraguay. Staden, som har drygt 76 000 invånare, är huvudort i departementet med samma namn.